# فيليب ويلسون
فيليب ويلسون (بالإنجليزية: Phillip Wilson)‏ هو عازف جاز أمريكي، ولد في 8 سبتمبر 1941 في سانت لويس في الولايات المتحدة، وتوفي في 25 مارس 1992 في نيويورك في الولايات المتحدة.

## وصلات خارجية
- فيليب ويلسون على موقع ميوزك برينز (الإنجليزية)
- فيليب ويلسون على موقع أول ميوزيك (الإنجليزية)
- فيليب ويلسون على موقع ديسكوغز (الإنجليزية)